# Jaryszewo
Jaryszewo – wieś sołecka w Polsce położona w województwie wielkopolskim, w powiecie szamotulskim, w gminie Obrzycko.
Wieś szlachecka Jariszewo położona była w 1580 roku w powiecie poznańskim województwa poznańskiego. 
W latach 1939–1943 w Jaryszewie okupant niemiecki dokonał w pobliskim Lesie Kobylnickim masowych egzekucji łącznie 2 tysięcy Polaków zwożonych z województwa wielkopolskiego. Wśród ofiar byli osadzeni w więzieniu we Wronkach. Zwłoki ofiar pochowano w 3 masowych grobach, największy z nich liczący ok. 700 pomordowanych upamiętniono tablicami z brązu. Dojście oznakowane specjalnymi tablicami.
W latach 1975–1998 miejscowość administracyjnie należała do województwa poznańskiego.
We wsi znajduje się lądowisko Jaryszewo.